# Conrad Vernon
Conrad Vernon (* 11. Juli 1968 in Lubbock, Texas) ist ein US-amerikanischer Regisseur, Drehbuchautor, Animator und Synchronsprecher.

## Leben
Vernon wurde in Lubbock (Texas) geboren, wo er auch aufwuchs. Schon sehr früh hatte er sich für eine spätere Karriere in der Filmbranche entschieden, besonders die Animationsfilme hatten es ihm angetan. So schrieb er sich nach der Schule am California Institute of the Arts ein, an dem John Lasseter, Kelly Asbury oder Brad Bird ausgebildet wurden. 1992 war eine seiner ersten Arbeiten in der Animationsbranche das Zeichnen einiger Charaktere in der Actionkomödie Cool World, die Realfilmaufnahmen mit Zeichentrickanimationen verband. Dieses öffnete Vernon eine Tür ins Zeichentrickgeschäft. Von da an wirkte er an animierten Fernsehserien wie Rockos modernes Leben, Dexters Labor oder Zwei dumme Hunde mit. Schließlich wurde er 1994 als Storyboardzeichner für die Simpsons engagiert.

### DreamWorks Animation
Im Jahr 1996 nahm Vernon eine Stellung als Storyboardzeichner bei DreamWorks Animation an. Dort wirkte er 1998 an Antz mit, dem ersten computeranimierten Film des Unternehmens. Vernon fügte sich so gut in das Team von DreamWorks ein, dass er 2001 bei der Produktion von Shrek mitwirkte. Neben seiner Tätigkeit als Zeichner lieh er dem Lebkuchenmann aus dem Film seine Stimme. Schließlich erhielt er 2004 das Angebot neben Andrew Adamson und Kelly Asbury die Co-Regie in Shrek 2 zu führen. Er übernahm weiterhin Sprechrollen in mehreren DreamWorks-Produktionen wie Sinbad, Madagascar oder Bee Movie. Im Jahr 2009 führte Vernon gemeinsam mit Rob Letterman Regie im Film Monsters vs. Aliens in dem Darsteller wie Reese Witherspoon, Seth Rogen und Hugh Laurie mitwirkten. 
Im Jahr 2022 wurde er in die Academy of Motion Picture Arts and Sciences (AMPAS) berufen, die alljährlich die Oscars vergibt.

## Filmografie (Auswahl)
Regie
- 2001: Morto the Magician (Kurzfilm)
- 2004: Shrek 2 – Der tollkühne Held kehrt zurück (Shrek)
- 2009: Monsters vs. Aliens
- 2012: Madagascar 3: Flucht durch Europa (Madagascar 3: Europe’s Most Wanted)
- 2016: Sausage Party – Es geht um die Wurst (Sausage Party, auch Produzent)
- 2019: Die Addams Family (The Addams Family, auch Produzent)
- 2021: Die Addams Family 2 (The Addams Family 2, auch Produzent)

Drehbuch
- 1993: Rockos modernes Leben (Rocko’s Modern Life, 2 Folgen)
- 2001: Shrek – Der tollkühne Held (Shrek, zusätzlicher Dialog)
- 2004: Shrek 2 – Der tollkühne Held kehrt zurück (Shrek 2, zusätzlicher Dialog)
- 2009: Monsters vs. Aliens
- 2009: Monsters vs. Aliens: Mutant Pumpkins from Outer Space
- 2019: Die Addams Family (The Addams Family)

Animation
- 1992: Cool World (Figurengestaltung)
- 1996: Dexters Labor (Dexter’s Laboratory, Layoutkünstler, 6 Folgen)
- 2001: Shrek – Der tollkühne Held (Shrek, Story Artist)

Synchronisation
- 1999: Herd (Kurzfilm)
- 2001: Shrek – Der tollkühne Held (Shrek) … als Lebkuchenmann
- 2003: Sinbad – Der Herr der sieben Meere (Sinbad: Legend of the Seven Seas) … als Jed
- 2004: Shrek 2 – Der tollkühne Held kehrt zurück (Shrek 2) … als Lebkuchenmann
- 2005: Madagascar … als Mason
- 2005: Die Madagascar-Pinguine in vorweihnachtlicher Mission (The Madagascar Penguins in a Christmas Caper)
- 2006: Flutsch und weg (Flushed Away) … als Take Out
- 2007: Shrek der Dritte (Shrek the Third) … als Lebkuchenmann
- 2007: Bee Movie – Das Honigkomplott (Bee Movie) … als Freddy
- 2007: Shrek – Oh du Shrekliche … als Lebkuchenmann
- 2008: Madagascar 2 (Madagascar: Escape 2 Africa) … als Mason
- 2009: Monsters vs. Aliens … als Conseiller Hawk, Conseiller Dither und Ministre
- 2009–2011: Die Pinguine aus Madagascar (25 Folgen)
- 2010: Donkey’s Christmas Shrektacular (Kurzfilm) … als Gingy
- 2010: Für immer Shrek (Shrek Forever After) … als Lebkuchenmann
- 2011: Kung Fu Panda 2 … als Boar
- 2011: Der gestiefelte Kater (Puss in Boots) … als Raoul und Soldat
- 2012: Madagascar 3: Flucht durch Europa (Madagascar 3: Europe’s Most Wanted) … als Mason und Polizist Nr. 2
- 2014: Die Pinguine aus Madagascar (Penguins of Madagascar) … als Rico
- 2019: Die Addams Family (The Addams Family) … verschiedene
- 2021: Die Addams Family 2 (The Addams Family 2) … verschiedene